# Calamagrostis youngii
Calamagrostis youngii är en gräsart som först beskrevs av Joseph Dalton Hooker, och fick sitt nu gällande namn av John Buchanan. Calamagrostis youngii ingår i släktet rör, och familjen gräs. Inga underarter finns listade i Catalogue of Life.